# Carditopsis rugosa
Carditopsis rugosa is een tweekleppigensoort uit de familie van de Condylocardiidae. De wetenschappelijke naam van de soort is voor het eerst geldig gepubliceerd in 1892 door Sowerby III.